# Marc Saint-Saëns
Pour les articles homonymes, voir Saint-Saëns.
Marc Saint-Saëns, pseudonyme de Marcel Léon Saint-Saëns, né le 1er mai 1903 à Toulouse, France, et mort dans la même ville le 16 décembre 1979, est un peintre, cartonnier de tapisserie et graveur français.
Il est l’un des principaux artistes qui, aux côtés de Jean Lurçat, Jean Picart Le Doux et Gromaire, ont participé au grand mouvement de renaissance de la tapisserie française au XXe siècle.

## Biographie
Marcel Léon Saint-Saëns, dit Marc Saint-Saëns (prénom adopté vers 1925), naît en 1903 dans une famille de commerçants et d'artisans originaire du Languedoc. Il est le petit-neveu du compositeur Camille Saint-Saëns. Durant sa jeunesse, il est le meilleur ami du poète Pierre Frayssinet, qui était son camarade de classe au lycée Pierre-de-Fermat de Toulouse où il rencontre également André Arbus.
Doué pour le dessin, il s'inscrit en 1920 l'école des beaux-arts de Toulouse, avec André Arbus et Joseph Monin. Il expose au Salon des artistes français, en 1922, et entre, en 1923, aux Beaux-Arts de Paris.
En 1925, il obtient une médaille d'argent avec André Arbus à l'Exposition internationale des arts décoratifs et industriels modernes pour une coiffeuse dont il a réalisé le décor. La même année il devient membre de la Société des artistes méridionaux qui organise un salon annuel où il exposera régulièrement.
En 1928, il épouse Yvonne Ducuing (1908-1999), fille du professeur Joseph Ducuing, avec laquelle il s'installe à Paris.
De 1930 à 1933, il séjourne à la Casa de Velázquez à Madrid après avoir obtenu une bourse d'études.
La réalisation de la fresque pour la salle de lecture de la bibliothèque d’étude et du patrimoine de Toulouse, achevée en 1935, lance sa carrière de décorateur de bâtiments publics.
À partir des années 1940, sous l'influence de Jean Lurçat, il s'oriente vers la peinture de cartons de tapisserie qui fera sa renommée. C'est au côté de Lurçat qu'il participe à la fondation de l'Association des peintres cartonniers de tapisserie (APCT) en 1947. Il fait tisser presque tous ses cartons par l'atelier Tabard à Aubusson, capitale de la tapisserie.
Au lendemain de la Seconde Guerre mondiale, il adhère comme nombre de ses proches au Parti communiste français, mais son militantisme reste modéré.

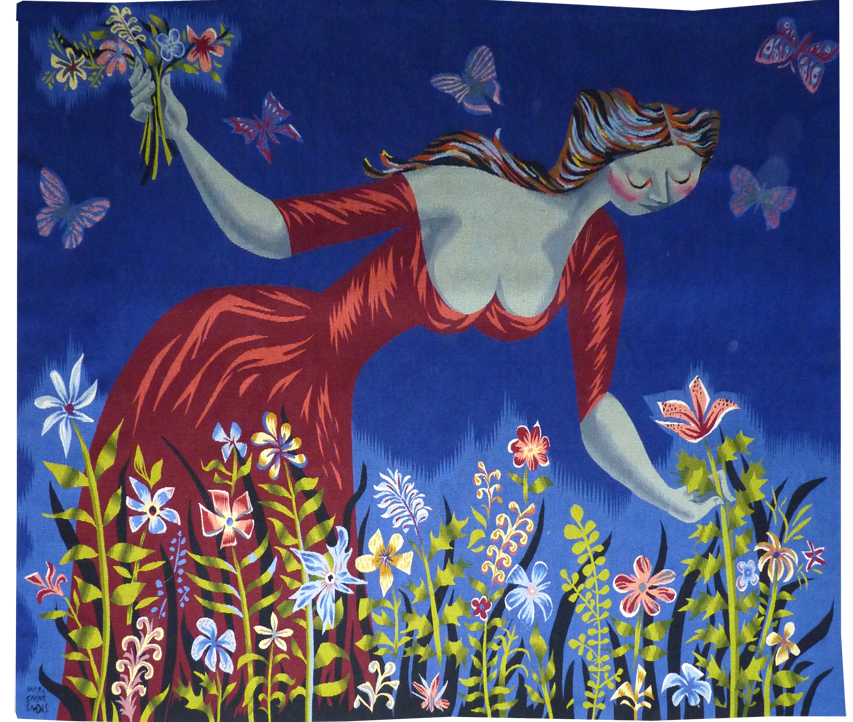
Le Bouquet de Lady Melanie, œuvre de consécration internationale de Saint-Saëns.
Tapisserie tissée par l'atelier Raymond Picaud, Aubusson.

Entre 1946 et 1971, il enseigne le dessin à l'École nationale supérieure des arts décoratifs à Paris où il a pour élève le sculpteur Pierre Manoli.
En 1948, il épouse Madeleine Billot (1914-2009) après avoir divorcé d'Yvonne Ducuing.
1951 est le grand moment de reconnaissance nationale et internationale avec les chefs-d’œuvre, les tapisseries Le Serpent de mer rose, et Le Bouquet (1951), son œuvre préférée selon les dires de sa femme.
En septembre 1960, il signe le Manifeste des 121, titré « Déclaration sur le droit à l’insoumission dans la guerre d'Algérie ».
En 1975, il revient s'installer à Toulouse où il meurt le 21 décembre 1979.

### Descendance
Il est le père d'Isabelle Saint-Saëns, l'une des cofondatrices du Mouvement du 22 mars à l'université de Nanterre, juste avant mai 68.

## Œuvres
Marc Saint-Saëns participe au mouvement du Retour à l'ordre de l'entre-deux-guerres tout en exprimant un style qui lui est propre, onirique et poétique et inspiré de l'art méditerranéen de l'Antiquité et du Moyen Âge.

« Marc Saint-Saëns demeure lié pour moi au pays où je l'ai connu durant les profondes années de l'Occupation et qui est le pays Occitan. De celui-ci, de cette terre de rigueur cathare et de soleil, il a assurément quelque chose en lui, un goût de la lumière, mais qui se cultive à part soi et dans une taciturne retraite. »

— Jean Cassou

« Le travail bien fait est la condition première de la beauté d'une œuvre »

— Marc Saint-Saëns
Principales réalisations
- 1935 : fresque sous forme de triptyque, Le Parnasse Occitan, dans la salle de lecture de la bibliothèque d’étude et du patrimoine, au centre de laquelle il représente son ami Pierre Frayssinet.
- 1936 : fresque A la gloire de la recherche contre le cancer pour l'hôpital de La Grave à Toulouse[9].
- 1937 : fresque, Le Mélodrame, pour le sanatorium des étudiants de Saint-Hilaire du Touvet.
- 1938-1939 : fresques de la salle du conseil municipal de l'hôtel de ville de Commentry : Les Âges de la vie (maternité, jeunesse, enseignement, vieillesse), Marianne, L'Arbre de la Liberté et Christophe Thivrier.
- 1942-1943 : premières tapisseries tissées à Aubusson : Thésée vainqueur du Minotaure (1943) , Les Vierges folles, Orion…
- 1945 : Les Saltimbanques, tapisserie de basse lisse, tissée à Aubusson (atelier Tabard), acquise en 1985 par le musée du pays d'Ussel[10].
- 1950 : commande de quatre tapisseries pour le théâtre du Capitole de Toulouse : La Musique, La Comédie et la tragédie, Le Chant, La Danse.
- 1950 : tapisserie Orphée tissée à la manufacture des Gobelins.
- 1951 : tapisserie Le Serpent de mer rose décorant le grand salon du paquebot Vietnam des Messageries maritimes[11]
- 1951 : tapisserie Le Bouquet. Considérée comme l'un des chefs-d’œuvre de Saint-Saëns, elle témoigne du sentiment affirmé pour la nature et la vie agreste, que l’on retrouve dans d’autres cartons de cette époque, comme Les Soleils et la Pluie ou Les Buveurs. La sérénité bucolique de cette tapisserie (qui pourrait être l’illustration d’un roman courtois médiéval) contraste avec le registre plus grave des thèmes allégoriques (Les Vierges folles) et le traitement parfois expressionniste (Thésée et le Minotaure) des œuvres de la guerre ; actuellement dans une collection privée[12].
- 1957 : peinture sur toile, Nature morte, pour le réfectoire du lycée Bellevue à Toulouse.
- 1967 : mosaïque La Naissance du jour qui orne le porche extérieur menant aux salons de l'hôtel de ville[13] du Blanc-Mesnil, inauguré en 1967. Dans une note manuscrite conservée aux archives municipales, Saint-Saëns décrit la composition et les cartons originaux de son œuvre exclusive destinée à la mairie du Blanc-Mesnil : « Il s'agira d'une composition de divers symboles autour d'un texte de Paul Éluard sur la naissance, elle sera réalisée en mosaïque de pâte de verre de Murano, selon la technique traditionnelle de la mosaïque byzantine. »
  - La même année la ville de Saint-Ouen lui commande cinq tapisseries pour décorer la salle des mariages, inspirées de poèmes de Marie de France, Paul Éluard, Robert Desnos et Louis Aragon.
- 1972 : décors pour l'opéra Les Huguenots au théâtre du Capitole.
- 1976 : série de huit lithographies pour illustrer le livre de Philippe Soupault sur Toulouse.

Également à Toulouse, dans la salle Jean-Pierre Vernant du lycée Pierre-de-Fermat, est exposé un rideau de théâtre peint et signé de sa main.
Saint-Saëns a également réalisé des dessins au trait très sûr et très enlevé et de nombreux tableaux qui pour la plupart sont des travaux préparatoires de ses fresques et tapisseries.

## Expositions
- 1925 : Exposition internationale des arts décoratifs et industriels modernes.
- 1937 : Exposition internationale des sciences et techniques dans la vie moderne, Paris.
- 1946 : « La tapisserie française du Moyen Âge à nos jours », musée national d'Art moderne, Paris.
- 1958 : Exposition personnelle, musée Ingres, Montauban.
- 1962 : Biennale de la tapisserie, Lausanne.
- 1970 : Galerie La Demeure à Paris, tenue par Denise Majorel.
- 1978 : Musée municipal d'Art et d'Histoire, Saint-Denis.
- 2013 : « De Ingres à Saint-Saëns, Toulouse capitale du dessin », musée Paul-Dupuy, Toulouse.
- 2015[14] : Rétrospective de l’œuvre organisée par le conseil départemental de la Haute-Garonne, château de Laréole[15].
- 2024 : Exposition de la tapisserie Thésée et le Minotaure (version de 1971) au musée des Arts Précieux Paul-Dupuy en écho au spectacle de La compagnie de La Machine Le Gardien du Temple - La Porte des Ténèbres, en octobre 2024.

## Illustrations d'ouvrages
- Pierre Gamarra, Les Mains des hommes, Genève, Éditions Connaître, 1953.

## Hommages
Une allée porte son nom à Toulouse, son parti, le PCF y a son siège départemental depuis 1981.